# Organizacja Wojskowa „Wilki”
Wilki, a dokładniej Organizacja Wojskowa „Wilki” – pierwsza konspiracyjna organizacja, która  podczas II wojny światowej starła się zbrojnie z Niemcami. OW „Wilki” wchodziła w skład Centralnego Komitetu Organizacji Niepodległościowych. Komendantem głównym OW „Wilki” był Józef Rylski-Brückner, ps. „Wilk-Biernacki”, szefem wywiadu zaś – Janusz Kusociński. Z czasem część OW „Wilki” połączyła się z ZWZ, a później AK, a część z NSZ. O losach niektórych członków OW „Wilki” opowiada książka Zdzisława Łukawskiego „Pozycje bez okopów” (Wyd. Książka i Wiedza 1969).